# Palazzo Baldassarre (Altamura)
A Palazzo Baldassarre egykori nemesi palota Altamura történelmi városközpontjában.

## Története
A háromszintes palota az 1400-as években épült, majd a 17. században alakították át mai, barokkos formájára. A földszinten, a bejárat melletti helyiségeket üzletek foglalják el, így eredeti alakja elveszett. Az emeleteket volutás ablakkeretek díszítik valamint finoman megmunkált kovácsoltvas korlátos erkélyek. A család a neves altamurai kőműves és építész család, a Baldassarék otthona volt. A család 1913-ban vált meg az épülettől. Megmentése érdekében 1977-ben a község vette át.